# Salto do Lontra
Salto do Lontra es un municipio brasileño del estado de Paraná. 
El área total del municipio es actualmente, según el IPARDES, de aproximadamente 313 km². El municipio cuenta con una extensa área rural, de 310,1 km² que representan el 99 % del área municipal total, y el 56% de la población con 7.155 habitantes. Su población estimada en 2004 era de 12.199 habitantes.
Fue elevado a la categoría de Municipio por la Ley nº 4.823 del 18 de febrero de 1964. La instalación ocurrió el día 13 de diciembre del mismo año.